# Sam Underwood
Sam Underwood (Woking, Anglaterra, 4 d'agost de 1987) és un actor anglès. Va protagonitzar els bessons Luke i Mark Gray al thriller dramàtic de Fox The Following, Jake Otto a la sèrie AMC Fear the Walking Dead (2017) i Adam Carrington a la sèrie The CW Dynasty (2019-2022)

## Vida i formació
Underwood va néixer a Woking, Surrey i va assistir a l'escola Winston Churchill. Es va formar al Karen Clarke Theatre Group (ara Summerscales Performing Arts), va ser ensenyat per l'entrenador vocal Phil Wisdom i va assistir a Songtime Theatre Arts.
Es va traslladar als Estats Units l'octubre del 2006, on va estudiar a l'American Musical and Dramatic Academy de Nova York. Es va graduar el febrer de 2008.
Va cofundar el Fundamental Theatre Project a Nova York amb Nicola Murphy l'abril del 2010.

## Carrera
Mentre apareixia com a Marchbanks al Candida de George Bernard Shaw al Irish Repertory Theatre, Nova York, l'abril del 2010, a Underwood se li va demanar que interpretés el paper d'Alan Strang en una producció d'Equus al John Drew Theatre al Guild Hall of East Hampton, co-protagonista al costat d'Alec Baldwin.
El 2013, Underwood va ser repartit a la vuitena temporada de la sèrie de televisió Dexter en el paper recurrent de Zach Hamilton, el "protegit" de Dexter Morgan. Posteriorment es va unir a la tercera temporada de Homeland com a Leo Carras.
A partir del febrer de 2014, Underwood va assumir el doble paper dels bessons Mark i Luke Gray a la segona temporada del misteri d'assassinat de Fox, The Following. Però després de la mort de Luke, va quedar jugant a Mark, que tenia identitats dividides, en la seva tercera i última temporada.
A partir del 2017, Underwood es va unir al repartiment de l’èxit de la sèrie de thriller AMC Fear the Walking Dead en la seva tercera temporada com a Jake Otto, l'enigmàtic fill del líder de la colònia.
El 2019, Underwood va ser escollit com Adam Carrington a la sèrie de televisió The CW Dynasty, un reinici de la sèrie del mateix nom de la dècada de 1980.

## Vida personal
Underwood es va casar amb l'actriu Valorie Curry el juliol del 2016.

## Filmografia

### Cinema
| Any  | Títol            | Paper         | Notes                 |
| ---- | ---------------- | ------------- | --------------------- |
| 2013 | The Last Keepers | Oliver Sands  | Llargmetratge (debut) |
| 2017 | Hello Again      | Leocadia      |                       |
| 2022 | The Drummer      | Darien Cooper |                       |

### Televisió
| Any       | Títol                 | Paper            | Notes               |
| --------- | --------------------- | ---------------- | ------------------- |
| 2013      | Zero Hour             | Martin Krupp     | episodis: 1x08-1x09 |
| 2013      | Dexter                | Zach Hamilton    | 4 episodis          |
| 2013      | Homeland              | Leo Carras       | 4 episodis          |
| 2014–2015 | The Following         | Luke i Mark Gray | 23 episodis         |
| 2017      | Fear the Walking Dead | Jake Otto        | 12 episodis         |
| 2018      | Madam Secretary       | Andrew Hill      | episodi: 4x19       |
| 2019–2022 | Dynasty               | Adam Carrington  | 73 episodis         |
| 2023      | The Rookie: Feds      |                  | episodi: 1x21       |